# Marjorie Grene
Marjorie Glicksman Grene (13 de diciembre de 1910 – 16 de marzo de 2009) fue una filósofa estadounidense. Escribió sobre el existencialismo y la filosofía de la ciencia, especialmente en la filosofía de la biología. Dio clases en la Universidad de California en Davis de 1965 a 1978. Desde 1988 hasta su muerte, fue Profesora Honoraria de Filosofía en Virginia Tech.

## Biografía
Grene obtuvo su primera licenciatura en zoología en el Wellesley College en 1931. Posteriormente, obtuvo el master y el doctorado en filosofía en el Radcliffe College. Según dijo, ella formaba parte "de las pocas mujeres que entraban en la Universidad de Harvard".
Grene estudió con Martin Heidegger y Karl Jaspers, dejando Alemania en 1933. Estuvo en Dinamarca en 1935 y posteriormente en la Universidad de Chicago. Después de la Segunda Guerra Mundial, estuvo durante 15 años como madre y granjera con su marido David Grene, con el que estuvo casado entre 1938 y 1961. Fue elegida como miembro de Academia Estadounidense de las Artes y las Ciencias en 1976.
En su obituario en el New York Times dijo de Grene que "uno de los primeros filósofos en plantear preguntas sobre la teoría sintética de la evolución, que combina la teoría de la evolución de Darwin, la comprensión de Mendel de la herencia genética y los descubrimientos más recientes de los biólogos moleculares". Junto con David Depew, escribió la primera historia de la filosofía de la biología. En 2002, fue la primera mujer filósofa en tener un volumen de la Biblioteca de Filósofos Vivos dedicado a ella.

## Obras
Libros
- Dreadful Freedom: A Critique of Existentialism (1948) Introduction to Existentialism (1959)
- Martin Heidegger (1957)
- A Portrait of Aristotle (1963)
- The Knower and the Known (1966)
- Approaches to a Philosophical Biology (1968)
- Sartre (1973)
- The Understanding of Nature: Essays In The Philosophy Of Biology  (1974)
- Philosophy In and Out of Europe (1976) ensayos
- Descartes (1985)
- Descartes Among the Scholastics (1991) Aquinas Lecture 1991
- Interactions. The Biological Context of Social Systems (1992) con Niles Eldredge
- A Philosophical Testament (1995)
- Philosophy of Biology: An Episodic History (2004) con David Depew

Works edited and translated
- Philosophers Speak for Themselves: From Descartes To Kant. Readings in the Philosophy of the Renaissance and Enlightenment (1940) con Thomas Vernor Smith
  - Reissued in two volumes: Descartes to Locke (1958) y Berkeley, Hume, Kant (1963)
- The World View of Physics by C. F. von Weizsäcker (1952) traductora
- The Anatomy of Knowledge: Papers Presented to the Study Group on Foundations of Cultural Unity, Bowdoin College, 1965 and 1966;  (1969) editor
- Knowing & Being: ensayos de Michael Polanyi, (1969) editor
- Toward a Unity of Knowledge (1969) editor
- Laughing and Crying: A Study of the Limits of Human Behavior by Helmuth Plessner (1970)  traductora con James Spencer Churchill
- Interpretations of Life and Mind: Essays Around the Problem of Reduction (1971) editor
- Spinoza : A Collection of Critical Essays (1973) editor
- Topics in the Philosophy of Biology (1976) editor con Everett Mendelsohn
- Dimensions Of Darwinism : Themes And Counterthemes In Twentieth-Century Evolutionary Theory (1983) editor
- Spinoza And The Sciences (1986) editor
- Muntu : African Culture and the Western World by Janheinz Jahn (1990) traductora
- Descartes and His Contemporaries: Meditations, Objections, and Replies  (1995) editora con Roger Ariew
- The Mechanization of the Heart: Harvey and Descartes by Thomas Fuchs (2001) traductora
- Malebranche's First and Last Critics: Simon Foucher and Dortous De Mairan (2002) con Richard A. Watson; traductora
- Apology for Raymond Sebond by Montaigne (2003) traductora con Roger Ariew
- Geoffroy Saint Hilaire by Hervé Le Guyader (2004) traductora

*For more complete details see "The Publications of Marjorie Grene" in her 1986 festschrift Human Nature and Natural Knowledge or Grene's C.V.